# Niederraunau

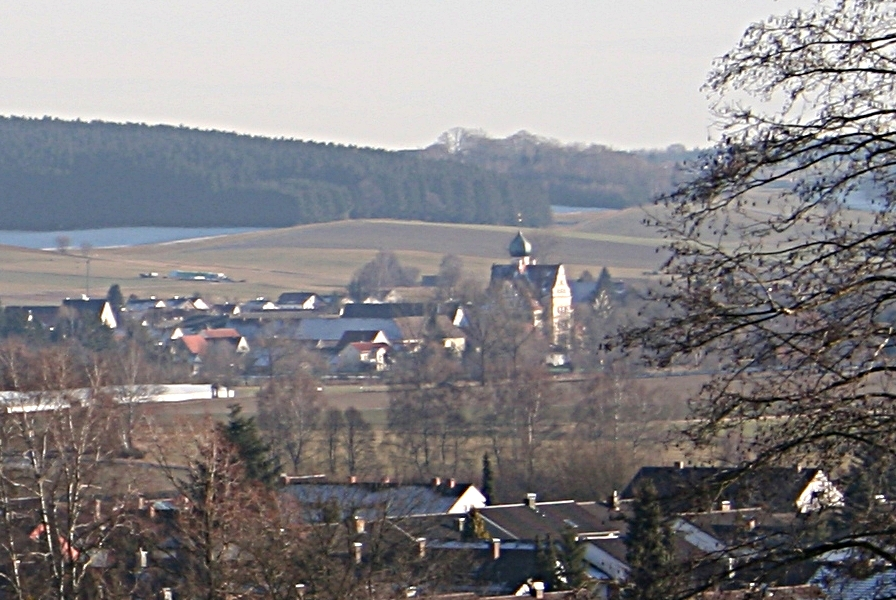
Blick auf Niederraunau

Niederraunau ist mit 1282 Einwohnern der größte Stadtteil der schwäbischen Stadt Krumbach (Schwaben) im Landkreis Günzburg.

## Geographie
Niederraunau liegt im Kammeltal auf einer Höhe von 518 m ü. NN. zwei Kilometer südlich von Krumbach an der B 16 Richtung Mindelheim. Niederraunau hat an der Mittelschwabenbahn einen Bedarfshaltepunkt.

## Geschichte
Die erste bisher gefundene schriftliche Erwähnung war im 11. Jahrhundert. Auf bereits frühere Besiedlung weisen Schmuckfunde aus der Hallstattzeit hin, die vor 1860 aus der Öffnung von zwölf Grabhügeln sowie aus Grabungen aus dem Jahr 1932 stammen. Bei Renovierungsarbeiten im Jahr 2005 wurde in der Kirchturmbasis ein römischer Kalksteinquader freigelegt. Das untere Geschoss des Turmes, der 1617 zur heutigen Gestalt aufgestockt wurde, war als romanischer Fluchtturm angelegt.

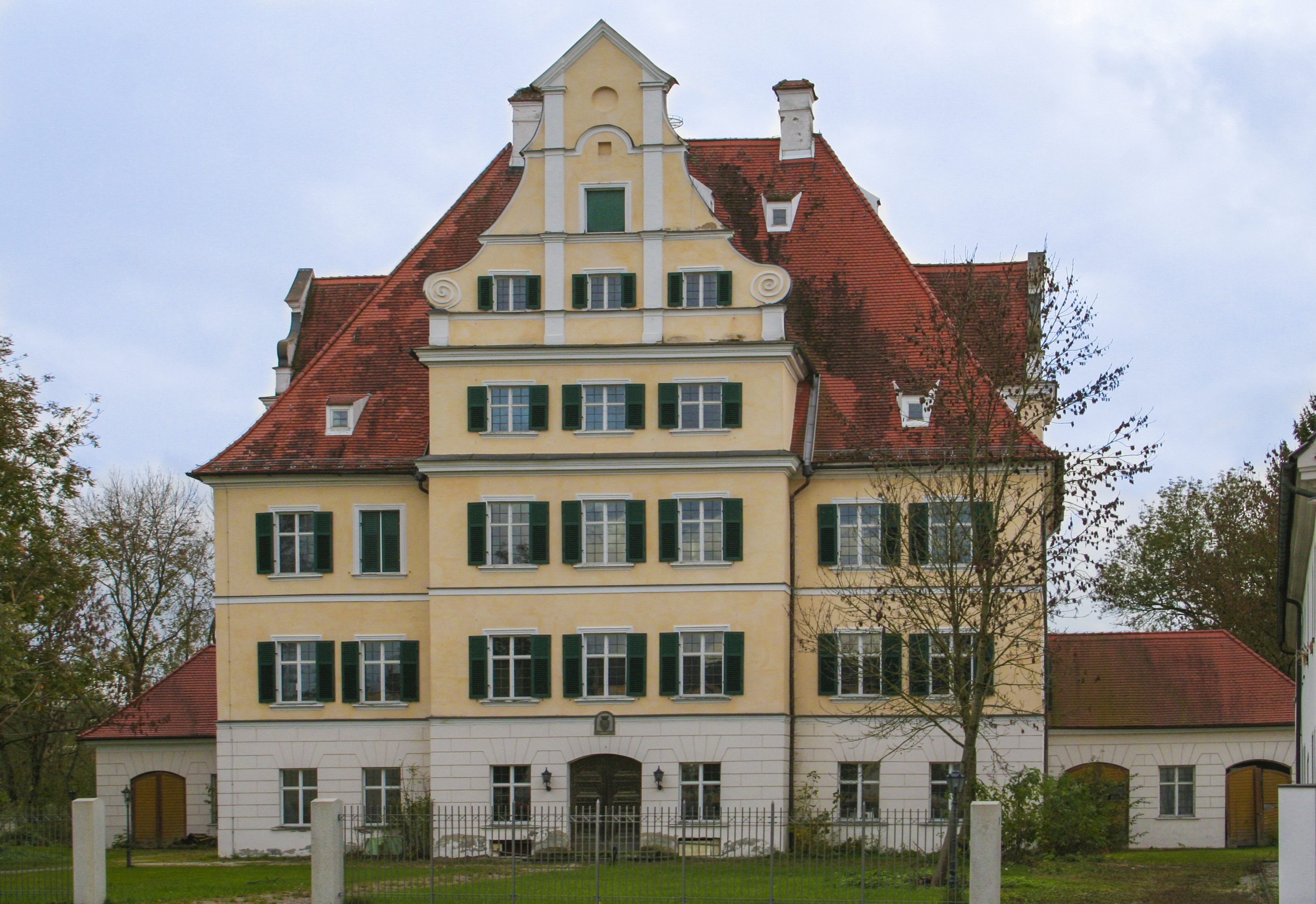
Schloss Niederraunau

Die Geschichte von Schloss Niederraunau und der Herrschaft Niederraunau ist eng mit dem Adelsgeschlecht derer von Freyberg verbunden, die fast 400 Jahre lang, von 1477 bis 1850, die Ortsherren von Niederraunau waren. Durch die Freiheitsbriefe, die 1494–1495 Georg von Freyberg vom römisch-deutschen König und späteren Kaiser Maximilian I. erhielt, wurde Niederraunau zum Markt erhoben. 1557 ging die Herrschaft an die Stammlinie Freyberg-Eisenberg. Am 29. Januar 1613 erhielt der Markt Niederraunau von Marquard von Freyberg ein Wappen. Dieses zeigt vor silbern/blauem Untergrund einen Lindenbaum. 1848 verkauften die Freyberg den Grundbesitz samt Schloss an die Freiherrn von Ponickau. Nachdem auch die letztgenannten das Schloss wieder verkauften, wechselten die Besitzer häufig.
Am 1. Mai 1978 wurde Niederraunau im Rahmen der Bayerischen Gebietsreform nach Krumbach eingemeindet.

## Sport
Der TSV Niederraunau ist im Handball und in der Leichtathletik tätig. Die 1. Männermannschaft im Handball spielt in der Saison 2024/2025 in der Bezirksoberliga Schwaben.

## Kultur und Sehenswürdigkeiten
Siehe auch: Liste der Baudenkmäler in Krumbach (Schwaben) – Abschnitt Niederraunau
- Ursprünglich romanische Kirche, 1067 bereits in einer Schenkungsurkunde erwähnt, Langhausneubau im Stil der Renaissance 1627–1629
- Heiligste Dreifaltigkeit (Niederraunau)
- Ehemaliges Schloss der Herren von Freyberg
- Ecce-Homo-Kapelle, erbaut 1727/28, Erweiterung 1780
- Mittelalterliches Sühnekreuz an der B 16

## Ehrenbürger der ehemals selbständigen Gemeinde Niederraunau
- Michael Schleifer (1847–1915): Der geborene Niederraunauer hat die so genannte Einkammerluftdruckbremse erfunden, die in vielen Eisenbahnen verwendet wurde. Im Jahr 1906 erhielt Michael Schleifer den Titel eines „königlichen bayerischen Commerzienrates“. Mit dem Geld, das er mit seiner Erfindung verdiente, unterstützte er seine Heimatgemeinde unter anderem beim Bau eines neuen Schulhauses. Als Dank für diese Unterstützung wurde er zum Ehrenbürger von Niederraunau ernannt. Der Dorfplatz ist nach ihm benannt – Commerzienrat-Schleifer-Platz.